# 幸災樂禍

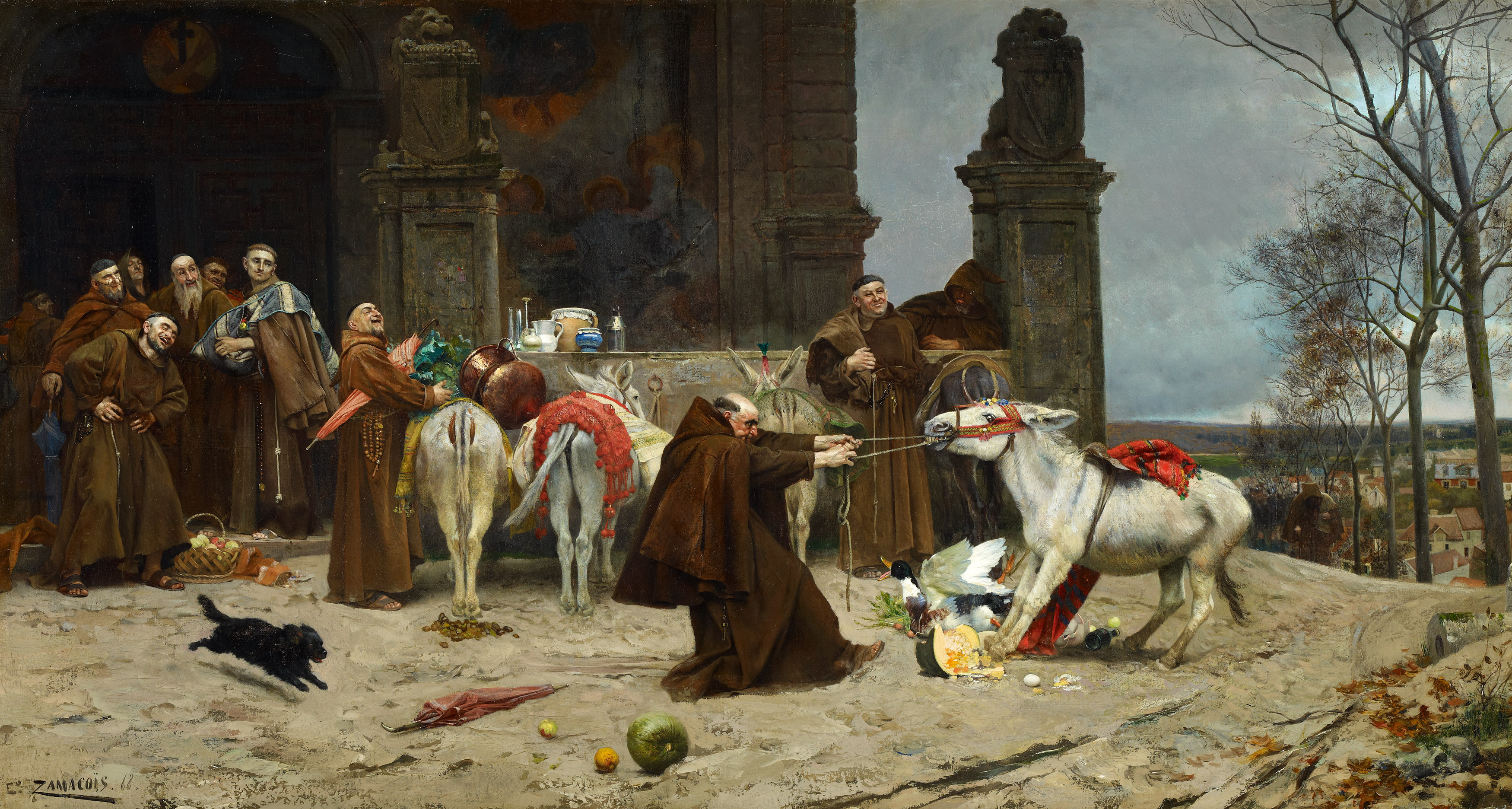
《返回女修道院》，作者 Eduardo Zamacois y Zabala，畫於1868年。一群僧侣在笑的同時另一个孤独的和尚在与驴搏斗

幸災樂禍是通過學習或目睹他人的麻煩，失敗或屈辱而獲得的愉悅，喜悅或自我滿足的經歷。
幸災樂禍是一種複雜的情感，此時不會對某人的不幸感到同情，而是會產生愉悅的感覺，而這種愉悅的感覺來自於觀察某人的失敗。這種情緒在兒童中產生的概率比成年人更多。成年人通常也會遇到某種幸災樂禍，但他們通常會掩飾它（暗中竊喜）。
幸災（見人有難而高興）語出於左傳（戰國公元前468年-公元前300年）僖公十四年，而樂禍（以別人的不幸遭遇為樂）語出於左傳莊公二十年。幸災樂禍一起指心懷妒忌，對於他人的不幸遭遇引以為樂，語出於北齊（南北朝西元420年-581年）顏氏家訓誡兵（顏之推著）。西方語言中的類似詞彙則源於德語的幸災樂禍（Schadenfreude，直譯為傷害性喜悅），意指藉由他人的痛苦獲得快樂。

## 相關概念
施虐人格障礙是透過向他人施加痛苦給自己帶來快感，而幸災樂禍則是從目睹他人不幸中獲得快感，尤其是看到別人因某種原因應得不幸而感到快感。

## 心理原因
研究人員發現，幸災樂禍背後有三種驅動力──侵犯、競爭和正義。
自尊與個體幸災樂禍的頻率和強度呈負相關關係；自尊心較低的人往往會更頻繁、更強烈地體驗幸災樂禍。
有人假設，這種反比關係是由人類心理傾向所介導的，這種傾向旨在定義和保護自己的自我和群體認同或自我概念。具體來說，對於高自尊的人來說，看到別人失敗可能仍然會給他們帶來一絲（但實際上可以忽略不計的）自信激增，因為旁觀者的高自尊顯著降低了他們認為明顯失敗的人會對其地位或身份構成的威脅。由於這個自信的人認為，無論情況如何，別人的成功和失敗都對自己的地位或幸福影響不大，因此他們對別人的表現（無論是積極的還是消極的）都很少有情感投入。
相反，對於自尊心較低的人來說，一個更成功的人會對他們自我意識構成威脅，而看到這個人倒下卻可能是一種安慰，因為他們覺得自己的內在或群體地位相對提高了。

## 科學研究
《紐約時報》 2002年的一篇文章引用了大量關於幸災樂禍的科學研究。許多此類研究基於社會比較理論，該理論認為，當周圍的人運氣不好時，我們自己會顯得更好。其他研究人員發現，自尊心低的人比自尊心高的人更容易感到幸災樂禍。
2003年的一項研究檢視了體育賽事中，特別是國際足球比賽中群體間的幸災樂禍情緒。研究的重點是德國和荷蘭足球隊及其球迷。研究結果表明，幸災樂禍的情緒對某些環境非常敏感，這些環境使得人們對體育對手懷有惡意的幸災樂禍或多或少是合理的。
2011年，另一項研究透過功能性磁振造影分析了波士頓紅襪和紐約洋基隊球迷的幸災樂禍情緒，發現當球迷看到對手球隊遭遇負面結果（例如三振出局）時，他們大腦中與自我報告的愉悅感相關的區域（腹側紋狀體）的激活程度會增加。相較之下，當球迷看到自己支持的球隊遭遇負面結果時，他們的前扣帶皮層和島葉的活化程度會增加。
2006年一項關於「伸張正義」的實驗表明，男性而非女性喜歡看到「壞人」受苦。這項研究旨在透過功能性磁振造影觀察受試者看到某人身體疼痛時，大腦中樞受到刺激的情況，從而測量受試者的同理心。研究人員預計，當那些被視為「好人」的人受到電擊時，受試者大腦的同理心中樞會比被電擊給受試者有理由認為是「壞人」的人時受到更大的刺激。事實確實如此，但對於男性受試者而言，當某人受到男性認為「罪有應得」的電擊時，大腦的愉悅中樞也會被激活。
腦部掃描研究表明，受試者的幸災樂禍與嫉妒情緒有關。強烈的嫉妒情緒會激活大腦背側前扣帶皮層中的生理痛覺節點；而大腦的獎賞中心，例如腹側紋狀體，則會被其他被嫉妒的人遭遇不幸的消息激活。大腦幸災樂禍反應的強度甚至可以透過先前嫉妒反應的強度來預測。
2009年的一項研究提供了證據，證明人們在應對負面政治事件時，可能會感到幸災樂禍。研究旨在確定客觀不幸的事件是否有可能引發幸災樂禍。研究報告顯示，一個人產生幸災樂禍情緒的可能性取決於他/她所屬政黨還是反對黨受到了損害。這項研究表明，政治領域是幸災樂禍情緒的主要滋生地，尤其是對那些強烈認同某政黨的人而言。
2014年，一項線上調查研究分析了幸災樂禍與「黑暗三聯徵」（即自戀、馬基維利主義和心理病態）之間的關係。研究結果顯示，黑暗三聯徵程度較高的受訪者幸災樂禍的程度也較高，參與的反社會活動也較多，且對煽色腥的興趣也較大。